# Ланси (Швейцария)
Ланси (фр. Lancy) — коммуна кантона Женева в Швейцарии. По количеству жителей Ланси занимает третье место в кантоне.
Соседствует с коммунами Каруж, Женева, Оне, План-ле-Отс и Вернье.

## Персоналии
- Пикте де Рошмон, Шарль (1755—1824) — государственный и политический деятель, дипломат, агроном. Автор декларации о постоянном нейтралитете Швейцарии.